# Ben Corlaciu
Benedict Corlaciu (n. 6 martie 1924, Galați – d. 15 iunie 1981, Paris) a fost un poet, prozator și traducător român.

## Biografie
A absolvit Literele și Filosofia la București (1947). A fost redactor la revista Flacăra, membru al grupării de pe lângă revista Albatros, alături de Geo Dumitrescu și Dinu Pillat. În 1975 s-a stabilit în Franța. A scris o poezie anticalofilă, cu tentă anarhistă. Proza de inspirație autobiografică se remarcă prin poza damnării și exprimarea revoltei sociale: Moartea lângă cer, 1946; Candidatul, 1950; Pâinea păcii, 1951; Cazul doctor Udrea, 1959; Baritina, 1965; Strigoaica și casa nebună, 1973; Tout espoir sera puni; d'un écrivain roumain à Paris (Orice speranță va fi pedepsită; de un scriitor român la Paris), 1984.
În 1976 face greva foamei pe Esplanada Trocadéro din Paris pentru a-și aduce soția și copilul din România, cărora autoritățile române nu le permitea emigrarea.. În cele din urmă, familiei i-a fost aprobată plecarea în Franța.

## Operă

### Poezii
- Tavernale, 1941
- Pelerinul serilor, 1942
- Arhipelag, 1943
- Manifest liric, 1945 (Premiul Editurii Forum)
- Poezii, 1946
- Poeme florivore, 1972
- Starea de urgență, 1972
- Arcul biologic, 1974

### Romane
- Moarta lângă cer, 1946
- Cazul Doctor Udrea, 1959
- Baritina, 1965
- Cind simti cum moare vintul, 1972

### Povestiri, nuvele
- La trântă cu munții, 1949
- Candidatul, 1950
- Timpii de aur, 1951
- Pâinea păcii, 1951
- Noaptea de la Ipotesti, 1957
- Strigoaica si casa nebuna, 1973

## Traduceri în limba română
- Antoine de Saint-Exupéry, Micul Prinț
- Isadora Duncan - Viata mea: roman autobiografic; trad. de Geo Dumitrescu, Ben Corlaciu, 1991